# Maas Bronkhuyzen
Maas Bronkhuyzen (Amsterdam 26 februari 2001) is een Nederlandse acteur die bekend werd door zijn rol van Timmie in de film Dolfje Weerwolfje.
In 2012 kreeg Bronkhuyzen de hoofdrol in de Nederlandse film De groeten van Mike!. In 2014 speelde Bronkhuyzen een van de hoofdrollen in de Nederlandse film "Oorlogsgeheimen". In 2017 speelde Bronkhuyzen de hoofdrol in de korte Drentse LHBT-film Anders.